# Guadeloupe
Guadeloupe är ett franskt departement i Västindien bestående av ett antal öar med en sammanlagd yta på 1 700 kvadratkilometer. Ögruppen har drygt 405 800 invånare (2014) och är belägen längst österut i Små Antillerna. Huvudort är Basse-Terre men största staden är Pointe-à-Pitre.

## Geografi
Huvudön består egentligen av två öar, Basse-Terre och Grande-Terre, som skiljs åt av ett 50 m smalt sund, La Rivière Salée. Dessutom ingår ytterligare ett antal öar, Marie-Galante, La Désirade och Petite-Terre. Basse-Terre är en bergig ö som hyser vulkanen La Soufrière, mycket regnskog och stränder samt nationalparken Parc national de la Guadeloupe medan Grande-Terre är mer låglänt. Huvudstaden heter Basse-Terre, men Pointe-à-Pitre, som ligger nära sundet mellan öarna är det ekonomiska centrumet och den största staden. I Pointe-à-Pitre ligger Guadeloupes internationella flygplats.
Fram till år 2007 tillhörde även ön Saint-Barthélemy och den franska delen av ön Saint Martin administrativt till departementet Guadeloupe innan dessa åter blev egna franska utomeuropeiska områden.

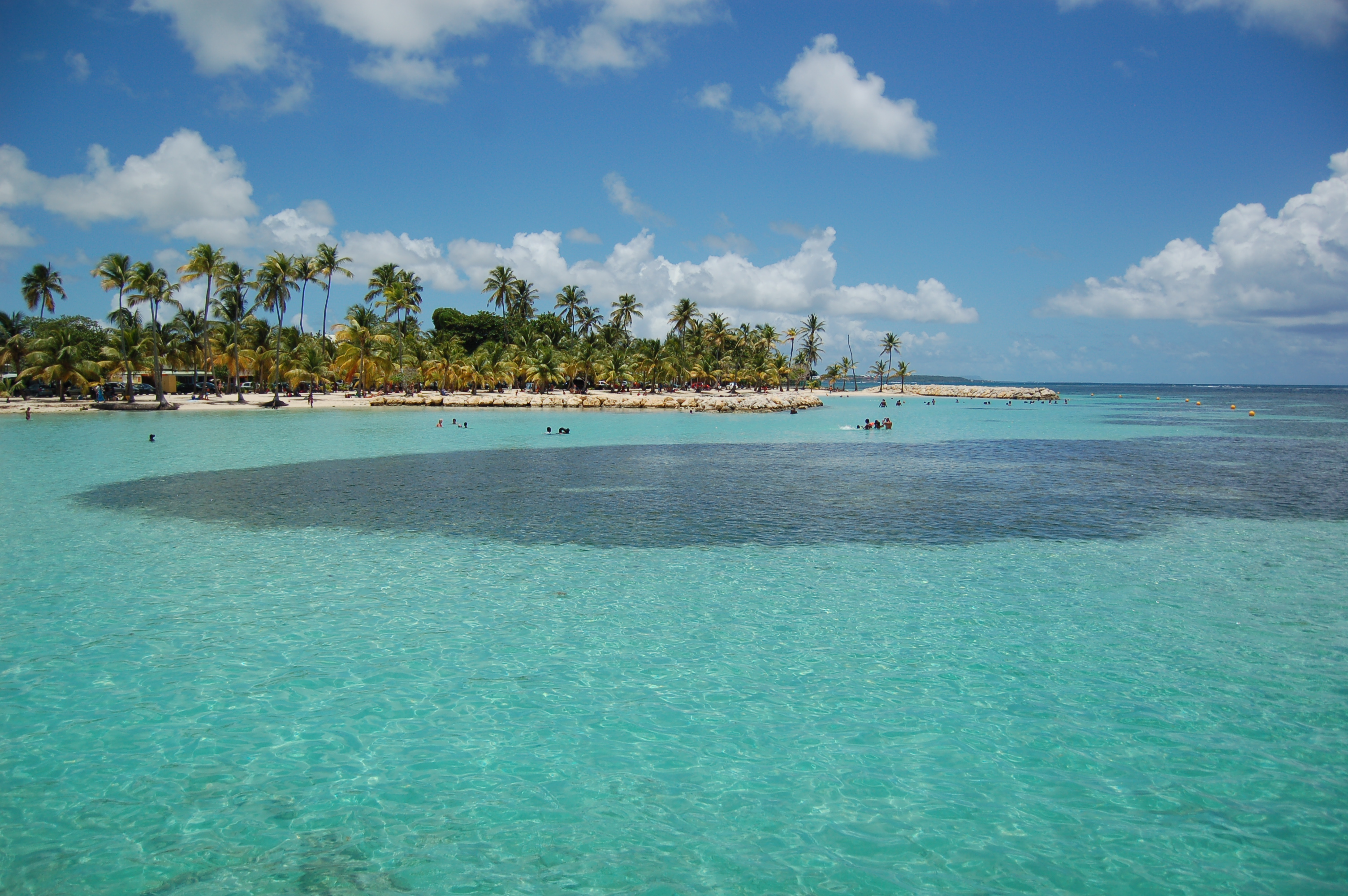
Stranden Sainte Anne på Grande-Terre.
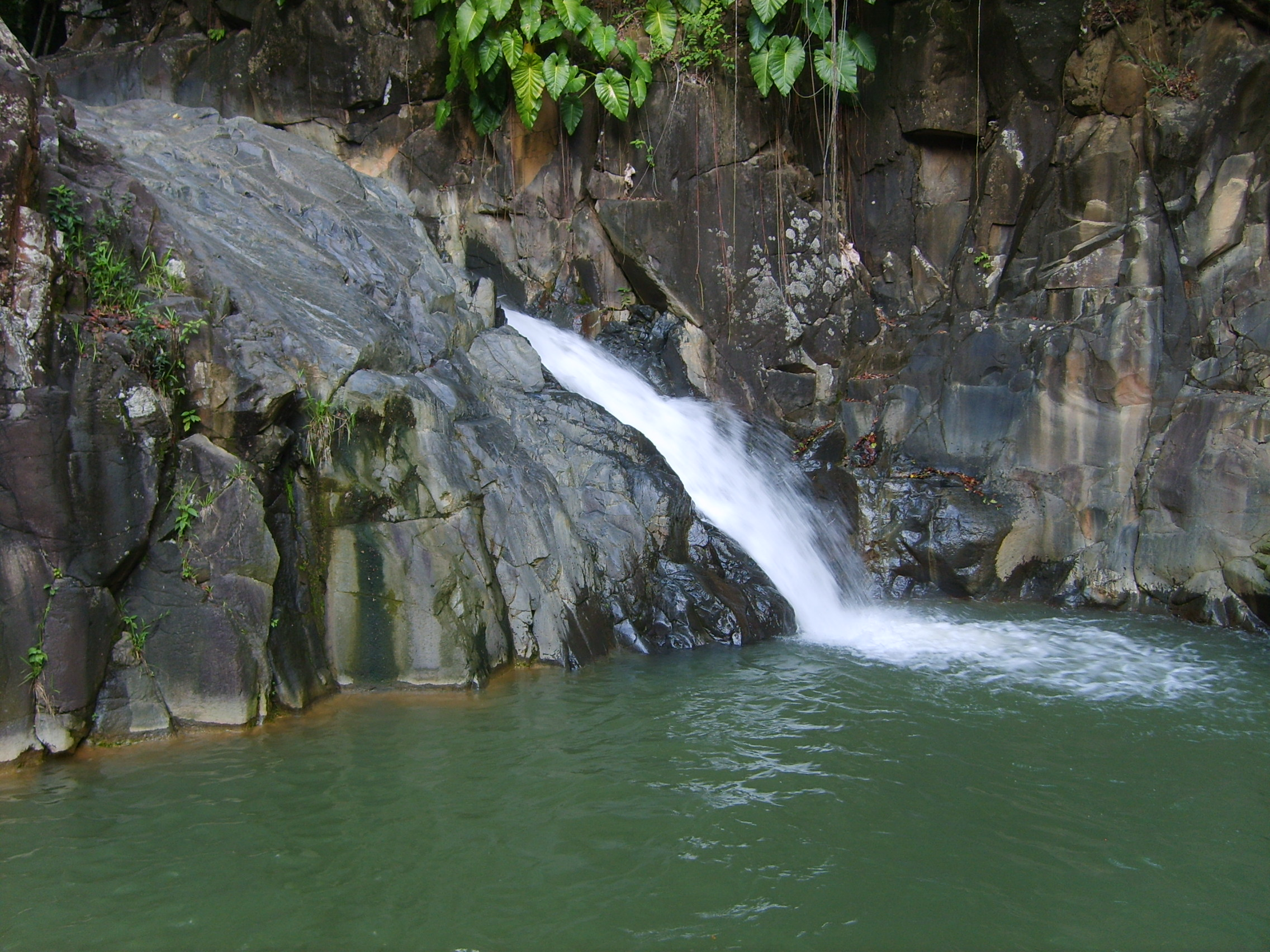
Acomat, Basse-Terre.
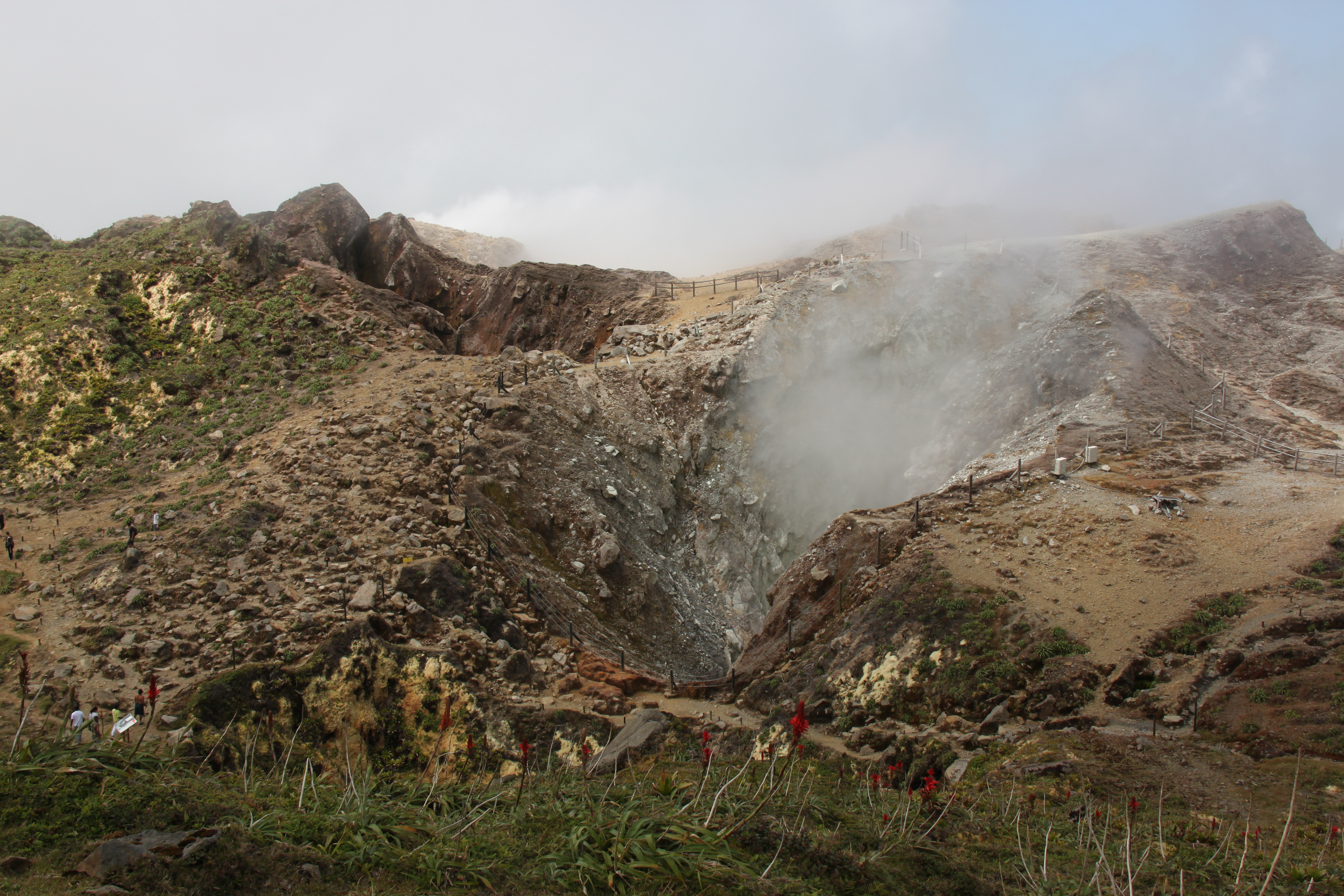
La Soufrière, Basse-Terre.

## Historia
Guadeloupes urbefolkning, arawakerna, trängdes under 1400-talet undan av kariberna, ett folk från Sydamerika som erövrade först Små och sedan Stora Antillerna.

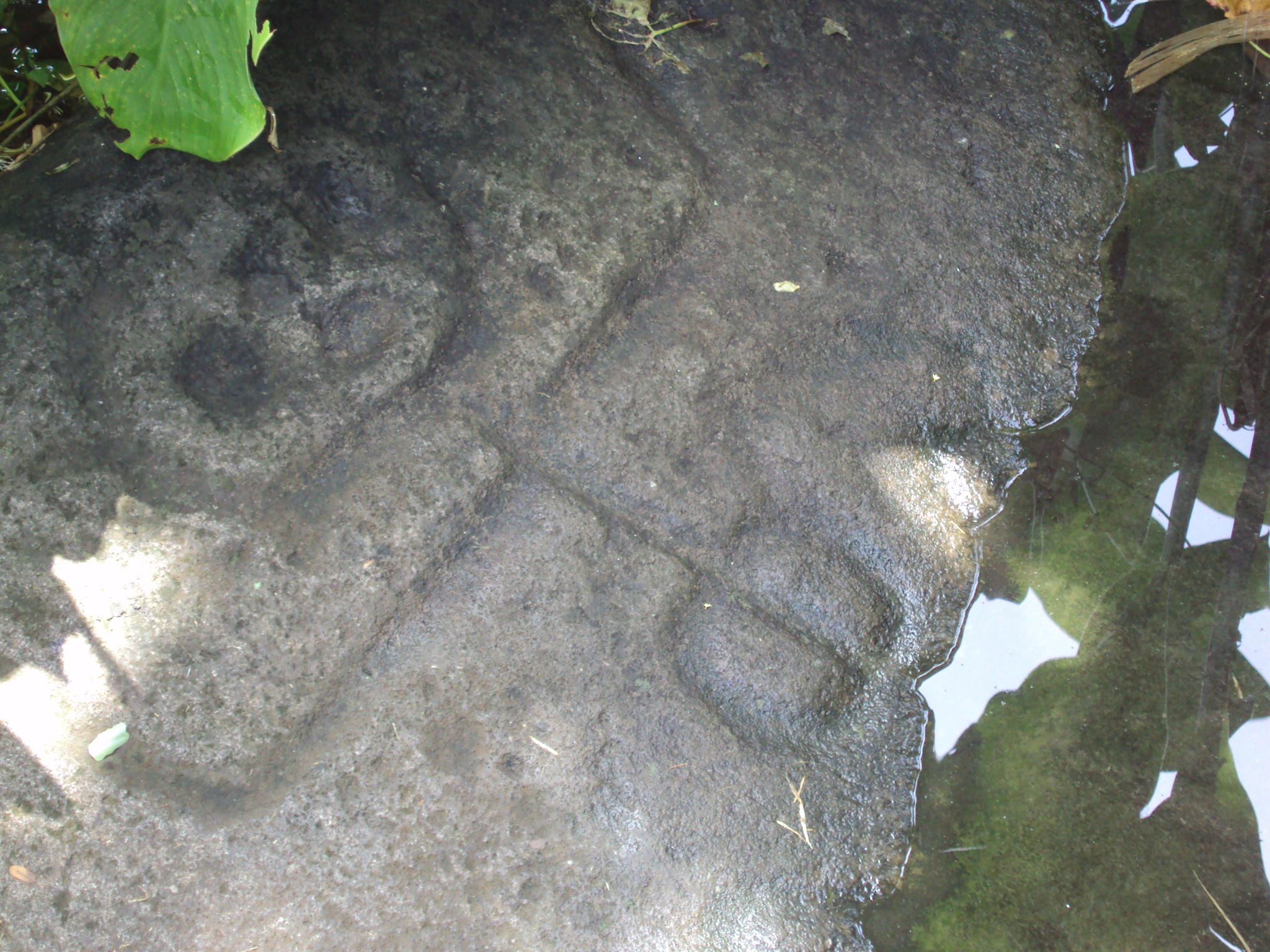
Arawakiska ristningar.
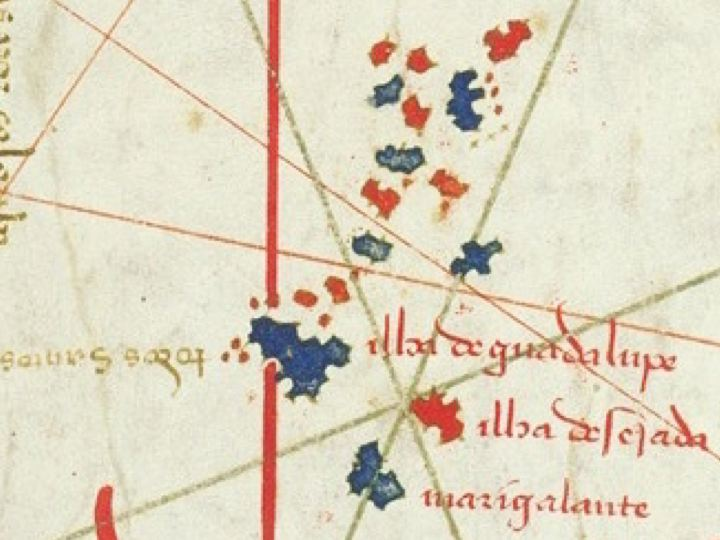
Karta från 1502.

Christofer Columbus landsteg som första europé 1493 på Guadeloupe som han gav namnet Santa María de Guadalupe de Extremadura, efter en bild av jungfru Maria i ett spanskt kloster i staden Guadalupe (Guadeloupe på franska) i Extremadura i Spanien.
Kariberna lyckades länge avvärja spanska erövringsförsök. Men 1635 grundades en fransk koloni på ön av Jean Duplessis och Charles Liénard de l’Olive. Samtidigt pågick en utrotning av lokalbefolkningen, kariberna, där de cirka 6000 överlevande flyttades till andra öar. 1674 införlivades Guadelope med Frankrike.
Guadeloupe erövrades och hölls första gången av Storbritannien 1759–1763 och sedan en andra gång 1794 som en följd av stridigheter till följd av den franska revolutionen. Under Napoleonkrigen erövrade och höll britterna Guadeloupe en tredje gång 1810–1813. 3 mars 1813 avträddes Guadeloupe till kungen av Sverige, Karl XIII, och hans arvtagare kronprins Karl Johan som ersättning för egendomsförluster som kunde drabba kronprinsen till följd av alliansen mot Napoleon. Svenska Guadeloupe fortsatte i praktiken att administreras av Storbritannien genom de brittiska guvernörerna, först sir Alexander Cochrane och sedan av John Skinner.
Vid freden i Paris 1814 fick Frankrike tillbaka Guadeloupe (30 maj 1814) och det svenska kungahuset kompenserades då med 24 miljoner franc. Den ersättningen bildade den statliga Guadeloupefonden. Den franska överhögheten över ön bekräftades i traktaten i Wien år 1815.
I och med februarirevolutionen 1848 upphävdes slaveriet på Guadeloupe.
Efter att under andra världskriget ha stött de Gaulles motståndsrörelse blev Guadeloupe 1946 ett franskt departement.

## Politik
Liksom Martinique och Franska Guyana, som ligger i samma del av världen, räknas Guadeloupe som fullvärdig del av Frankrike. De kallas ”utomeuropeiska departement” eller département d'outre-mer på franska. De är också med i EU, med vissa undantag. De är inte med i EU:s momsunion, eller Schengensamarbetet. De är dock befriade från varutullar. Valutan är euro. Sedan 15 juni 2017 är det fri roaming för mobiltelefoni inom EU och mobilsurf med EU-abonnemang.

## Kultur
Författare från Guadeloupe 
- Maryse Condé[5]
- Saint-John Perse, nobelpristagare
- Guy Tirolien[6]

TV-serien Mord i paradiset är inspelad på Guadeloupe i Deshaies som ligger i nordost på ön Basse-Terre.